# Andi Soraya
Andi Soraya est une actrice indonésienne qui est née le 18 juin 1976 à Jakarta.

## Biographie

### Jeunesse
Elle la septième des onze enfants de Laela et Andi Zen, son père qui appartenait à la noblesse bugis disposait dans le passé d'un poste élevé au parlement du Kalimantan oriental. Bien qu'elle soit née à Jakarta, Andi qui a connu une jeunesse dorée a passé une bonne partie de son enfance dans la ville natale de sa mère, Cirebon.

### Carrière
Considérée comme une des plus célèbres Scream Queen du cinéma asiatique, Andi alterne depuis 2008 entre des rôles dans des séries télévisées et de films de série B. Elle est souvent abonnée à des rôles de filles aguicheuses ou de demoiselle en détresse, n'ayant aucune gêne à apparaître en petite tenue à l'écran, elle a acquis ces dernières années une image de sex-symbol. Son premier rôle au grand écran fut avec les célébrités Okan Cornelius et Happy Salma dans le film fantastique Hantu Aborsi (Le Fantôme de l'avortement en français).
En 2010, la sortie du film d'horreur Hantu Puncak Datang Bulan (Le Cycle menstruel du fantôme du Puncak en français) du réalisateur Steady Rimba où elle tenait un des rôles principaux a subi la foudre des islamistes radicaux, mais également de la plus haute autorité musulmane du pays en raison du caractère explicite et ménophile de l'œuvre. Une campagne de dénigrement avait été ainsi organisée pour appeler au boycott du film.

### Vie personnelle
Andi s'est mariée pour la première fois en 1997 avec Ahmad Kurnia Wibawa, leur fils, Shawn Adrian Khulafa naît le 22 octobre 1998. Mais le mariage ne dure pas car son époux était opposé à ce qu'elle continue sa carrière après la naissance de leur enfant, ils finissent alors par divorcer en novembre 2001.
En septembre 2002, Andi finit par révéler qu'elle est enceinte hors-mariage de l'acteur Steve Emmanuel avec qui elle sortait depuis 2001. Elle donne naissance au cours du mois de novembre à un fils, Darren Sterling. Mais la relation entre Andi et Steve est loin d'être harmonieuse et ils se sont par la suite séparés, début 2007.
Andi s'est par la suite remariée le 18 novembre 2011 avec l'homme d'affaires Rudy Sutopo (né le 7 février 1959) dont la cérémonie de mariage eut lieu à la Mosquée Kubah Mas, à Depok. Néanmoins, ce dernier réclame une demande de divorce en novembre 2013, car Andi ne s'impliquait pas suffisamment à son goût en tant qu'épouse dans les tâches ménagères, il déclare également : "En tant que mari, elle bafoue mon autorité en continuant d'assister à des tournages au-delà du temps limité que je lui avais autorisé.". Et se dit incapable d'élever correctement sa femme dans la loi islamique car elle continue de s'habiller de manière "trop ouverte" en public.

## Filmographie

### Cinéma
- 2008 : Hantu Aborsi
- 2008 : Anda Puas, Saya Loyo
- 2008 : Ku Tunggu Jandamu
- 2009 : Susuk Pocong
- 2009 : Mau Dong Ah
- 2010 : Hantu Puncak Datang Bulan
- 2010 : Arisan Brondong
- 2010 : Dendam Pocong Mupeng
- 2010 : Pengakuan Seorang Pelacur
- 2011 : Mejeng Cinta
- 2011 : Bawang Merah Bawang Putih

### Télévision
- Air Mata Terakhir
- Reinkarnasi
- Kasih
- Gerhana
- Harga Diri 2
- Aku Dan Dia
- Tiga Orang Perempuan
- 3 in 1
- Si Yoyo
- Sepatu Kaca
- Hidayah
- Cinta Kirana
- Kasih dan Amara
- Insya Allah Ada Jalan
- Hafizah
- Cakep Cakep Sakti